# Сюй Дачжэ
Сюй Дачжэ (кит. 许达哲; род. сентябрь 1956, Наньчан, Цзянси) — китайский государственный и политический деятель, заместитель председателя Комитета по образованию, науке, культуре, здравоохранению Всекитайского собрания народных представителей с 23 октября 2021 года.
Ранее секретарь (глава) парткома КПК провинции Хунань (2020—2021), губернатор Хунани (2016—2020), директор Китайского национального космического управления (2013—2016).
Член Центральной комиссии КПК по проверке дисциплины 17-го созыва, член Центрального комитета Компартии Китая 18 и 19-го созывов.

## Биография
Родился в сентябре 1956 года в Наньчане, провинция Цзянси.
По окончании средней школы в декабре 1975 года направлен в рабочую бригаду в округе Юйгань. После возобновления всекитайских государственных вступительных экзаменов поступил на механико-производственное отделение машиностроительного факультета Харбинского политехнического института. В январе 1982 года вступил в Коммунистическую партию Китая. В марте того же года получил диплом бакалавра и продолжил обучение в магистратуре института.
После окончания магистратуры в декабре 1984 года направлен по распределению инструктором в Первый научно-исследовательский институт Министерства аэрокосмической промышленности КНР, где в декабре 1988 года стал руководителем одного из проектов. В марте 1990 года повышен до заместителя начальника управления, в декабре 1992 года — до начальника управления в НИИ. С сентября 1993 года — заместитель директора 15-го НИИ в структуре Министерства аэрокосмической промышленности КНР, с апреля 1994 года — заместитель директора департамента развития Министерства развития гражданской промышленности КНР. В январе 1995 года назначен заместителем директора Первого НИИ, в июле 1997 года одновременно стал главным инженером этого Института, а в мае 1997 года занял ещё одну должность директора ракетно-сборочного завода. В январе 2000 года — директор Первого НИИ и замсекретаря партийного отделения КПК Института по совместительству.
В июне 2007 года назначен на посты генерального директора и партсекретаря КПК Китайской аэрокосмической научно-промышленной корпорации. Возглавлял лётно-испытательную группу по запуску космического корабля Шэньчжоу-5. В 2010 году избран действительным членом Международной академии астронавтики.
В апреле 2013 года сменил Ма Синжуя в должности председателя Китайской аэрокосмической научно-промышленной корпорации. В декабре того же года назначен сразу на несколько должностей — заместителем министра промышленности и информатизации КНР, главой Китайского национального космического управления, начальником Государственного управления КНР по атомной энергии и главой Государственного управления оборонной науки, техники и промышленности КНР.
В августе 2016 года направлен в региональную политику. Первый по перечислению заместитель секретаря парткома КПК провинции Хунань, с 5 сентября — заместитель губернатора и временно исполняющий обязанности губернатора провинции. Утверждён в должности губернатора 5 декабря 2016 года на сессии Собрания народных представителей провинции Хунань.
В ноябре 2020 года назначен на высшую региональную позицию секретарём (главой) парткома КПК провинции Хунань. В январе следующего года избран председателем Постоянного комитета Собрания народных представителей провинции.
В октябре 2021 года освобождён от занимаемых должностей в Хунани, в том же месяце (23 октября) избран заместителем председателя Комитета по образованию, науке, культуре, здравоохранению Всекитайского собрания народных представителей 13-го созыва.